# Giuseppe Berardini
Giuseppe Berardini, häufig auch Giuseppe Bernardini, genannt Peppe (* vor 1960; † 20. November 2010 in Rom) war ein italienischer Kameramann.

## Leben
Berardinis erste Filmarbeit war die eines Kameraassistenten beim Film La vendetta di Ercole im Jahr 1960. Ab Mitte der 1970er-Jahre war er auch als Chef-Kameramann tätig, gegen Ende seines Lebens auch des Öfteren für das Fernsehen.

## Filmografie (Auswahl)
- 1984: Arrapaho